# Сельское поселение Печерское
Сельское поселение Печерское — муниципальное образование в Сызранском районе Самарской области.
Административный центр — село Печерское.

## Административное устройство
В состав сельского поселения Печерское входят:
- село Печерское,
- село Приусинск,
- село Нефтеперекачка,
- посёлок Красный Миронов,
- посёлок Образцовый,
- станция Печерский Берег.